# Paradecolya
Paradecolya är ett släkte av insekter. Paradecolya ingår i familjen vårtbitare.
Kladogram enligt Catalogue of Life:
| Paradecolya | \| \| Paradecolya inexspectata \| \| \| \| \| \| Paradecolya spinifera \| \| \| \| |
|             | \| \| Paradecolya inexspectata \| \| \| \| \| \| Paradecolya spinifera \| \| \| \| |
|             | Paradecolya inexspectata                                                           |
|             |                                                                                    |
|             | Paradecolya spinifera                                                              |
|             |                                                                                    |